# Caballeriza

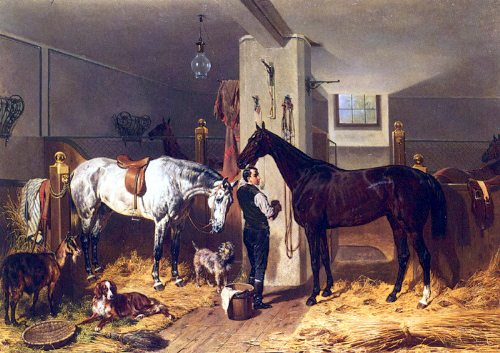
El mozo de cuadra o La caballeriza, del pintor Franz Adam.

Caballeriza es un tipo de establo donde se guardan esencialmente caballos y, en ocasiones, otros animales de granja, especialmente de carga. Se utiliza tanto para resguardar a los caballos, como para alimentarlos y asearlos. Recibe el mismo nombre la persona que tiene a su cargo una caballeriza; así como los empleados que trabajan en la misma.
Dentro de las caballerizas, los caballos se estabulan en boxes.

## Historia
Tuvieron gran desarrollo en Europa durante la Edad Media, siendo lugares donde se podían comprar y alquilar caballos, y aparecían tanto en las ciudades como en el medio rural.
Arquitectónicamente, no llegaron a ser un gran componente de diseño hasta mediados del siglo XVIII, cuando se construyeron grandes palacios por toda Europa que necesitaban este servicio. Un ejemplo que se ha conservado son las caballerizas del Castillo de Chaumont,separando una gran caballeriza para los pura sangre, los de carga y los ponis,y una caballeriza para invitados.